# Campinas-Campos dos Amarais flygplats
Campinas-Campos dos Amarais delstatsflygplats – Prefeito Francisco Amaral (portugisiska: Aeroporto estadual Campos dos Amarais – Prefeito Francisco Amaral) är en flygplats i Campinas i São Paulo i Brasilien.
Terrängen runt flygplatsen är platt. Runt flygplatsen är det mycket tätbefolkat, med 1 632 invånare per kvadratkilometer.. Närmaste större samhälle är Campinas, 7,1 km sydost om flygplatsen.
Runt flygplatsen är det i huvudsak tätbebyggt.